# Józef Sulimowicz
Józef Sulimowicz (ur. 25 grudnia 1913 w Haliczu, zm. 5 marca 1973 w Warszawie) – polski wojskowy i turkolog karaimskiego pochodzenia, pułkownik Sił Zbrojnych Polskiej Rzeczypospolitej Ludowej, wieloletni dyrektor Centralnej Biblioteki Wojskowej (1960–1972).

## Życiorys

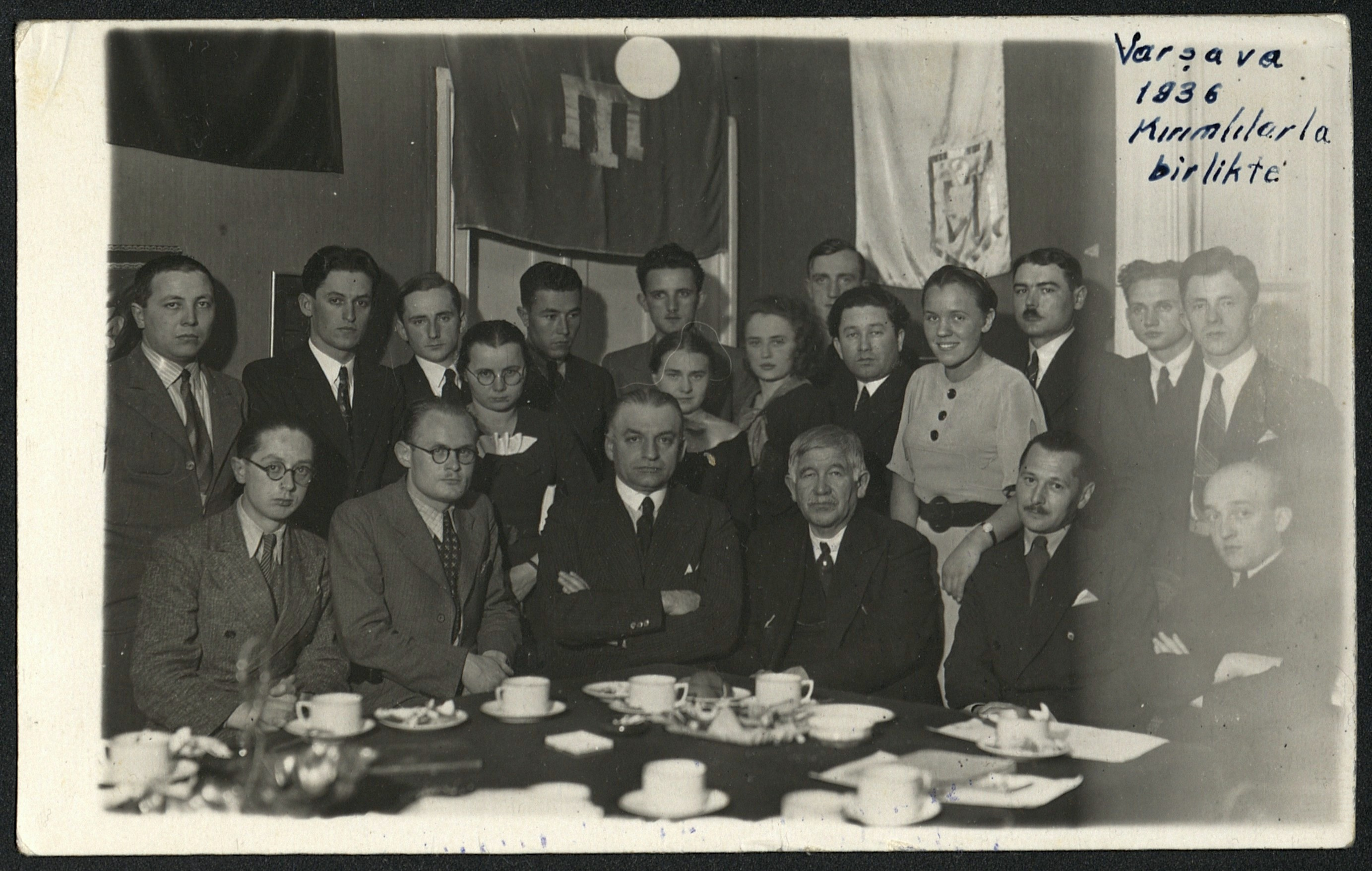
Józef Sulimowicz (z lewej 5 z tyłu) wśród emigrantów krymskotatarskich w Warszawie w 1936 r.

W 1933 rozpoczął studia orientalistyczne na Uniwersytecie Warszawskim jako uczeń Ananiasza Zajączkowskiego, jednak wybuch wojny uniemożliwił mu ich ukończenie. Wcielony przymusowo do Armii Czerwonej, w 1944 roku wstąpił do 1 Armii Wojska Polskiego, z którą przeszedł szlak bojowy, biorąc udział w walkach m.in. o przełamanie Wału Pomorskiego i o Kołobrzeg. W 1946 odznaczony Krzyżem Walecznych. Po zakończeniu wojny pozostał w czynnej służbie, dosłużył stopnia pułkownika. Był dyrektorem Domu Wojska Polskiego, a następnie od października 1960 do maja 1972 dyrektorem Centralnej Biblioteki Wojskowej w Warszawie. W 1969 roku wznowił studia w Instytucie Orientalistycznym UW i uzyskał magisterium z turkologii na podstawie pracy Materiał leksykalny krymskokaraimskiego zabytku językowego (druk z 1734 r.). Był kolekcjonerem rękopisów karaimskich.

## Źródła
- Anna Gąsiorowska, Magdalena Lewnau, Krystyna Piwowarska, Centralna Biblioteka Wojskowa 1919-1999: kalendarium, Oficyna Wydawnicza Rytm, 1999
- 60 lat Centralnej Biblioteki Wojskowej, 1919-1979: informator, Centralna Biblioteka Wojskowa, Warszawa 1979
- Karaimskie Archiwum Cyfrowe, biogram Józefa Sulimowicza